# Xantusia henshawi
Xantusia henshawi är en ödleart som beskrevs av den amerikanske herpetologen Leonhard Hess Stejneger 1893. Xantusia henshawi ingår i släktet Xantusia, och familjen nattödlor. IUCN kategoriserar arten globalt som livskraftig.

## Underarter
Arten delas in i följande underarter:
- X. h. gracilis
- X. h. henshawi

## Utbredning
Xantusia henshawi förekommer i Kalifornien i USA och i norra Mexiko.